# Pixlr
Pixlr é um conjunto baseado em nuvem de ferramentas e utilitários de edição de imagens, incluindo vários editores de fotos e um serviço de compartilhamento de fotos. A suíte foi projetada do simples ao avançado intervalo de edição de fotos.  Possui três planos de assinatura, incluindo Free, Premium e Creative Pack..
A plataforma pode ser usada no desktop, bem como em smartphones e tablets. O Pixlr suporta vários formatos de imagem, como JPEG, PNG ,WEBP, GIF, PSD (Photoshop Document) e PXZ (formato de documento nativo do Pixlr.
AA plataforma introduziu mais recursos em dezembro de 2021 com um novo logotipo e ferramentas adicionadas, incluindo; Pincéis, ferramenta de cura, animação e carregamento em lote O recurso de pincel permite a criação de efeitos desenhados à mão. A ferramenta de correção permite que os usuários removam objetos indesejados de suas imagens enquanto o recurso de animação pode ser usado para incluir movimento em suas edições. Os usuários também podem usar o upload em lote para editar até 50 imagens simultaneamente..

## História
A Pixlr foi fundada em 2008 por Ola Sevandersson, um desenvolvedor sueco. Em 19 de julho de 2011, a Autodesk anunciou que havia adquirido o pacote Pixlr. Em 2013, a Time listou o Pixlr como um dos 50 melhores sites do ano. A 123RF adquiriu a Autodesk Pixlr por um acordo não divulgado em 24 de abril de 2017 Sevandersson ingressou na empresa..
A plataforma foi renomeada em 2019, apresentando Pixlr X, Pixlr E e Pixlr M.. Em 2022, a Pixlr anunciou seu primeiro museu de arte descentralizado que também possui seu próprio NFT chamado Pixlr Genesis. Sua coleção virtual consiste em 10.000 obras de arte NFT geradas por IA.